# Мајкл Фарадеј
Мајкл Фарадеј, FRS (енгл. Michael Faraday; Њуингтон Батс, 22. септембар 1791 — Лондон, 25. август 1867) био је енглески експериментални и оптички физичар и хемичар, члан Краљевског друштва. Значајан по многим научним открићима, првенствено у области електрицитета и магнетизма. Од 1903. године епоним је Фарадејевог друштва (од 1980. спојено у Краљевско хемијско друштво).
Живот Мајкла Фарадеја врло је занимљив и богат доживљајима. Као млад књиговезачки радник заинтересовао се за физику и одлучио да се бави изучавањем природних појава. Најпре је радио у лабораторији тада чувеног енглеског хемичара Хамфрија Дејвија. Даровити младић био је врло радознао и даље се сам усавршавао, непрекидно вршећи најразноврсније физичке и хемијске огледе. Открио је два основна закона електролизе, тада је радио у Кицуловој лабораторији. Ови закони су постали основ електрохемије и учења о електрицитету, а познати су као Фарадејеви закони електролизе. Овај марљиви научник први је открио и везу између магнетског поља и светлости. Његово најзначајније откриће је познати Фарадејев закон електромагнетне индукције који је касније увршћен и међу Максвелове основне једначине електродинамике. По Фарадеју је добила име јединица за мерење електричног капацитета — фарад (F), као и ротација равни поларизације светлости у магнетском пољу — Фарадејев ефекат.

## Детињство и почетак каријере
Мајкл Фарадеј је рођен у малом месту Њуингтон Батс (Newington Butts), данас јужни Лондон. Живео је у сиромашној породици, па се образовао сам. С четрнаест година постао је шегрт код лондонског књиговесца и продавца књига Џорџа Рибоа (George Riebau). За седам година рада прочитао је много књига и развио интерес за науку, а посебно за електрицитет.
Са 19 година Фарадеј је студирао код признатих хемичара сер Хамфрија Дејвија, председника Краљевског друштва и Џона Тејтума, оснивача Грађанског филозофског друштва. Након што је Фарадеј послао Дејвију књигу од 300 страна са белешкама са предавања, овај му је одговорио да ће га имати на уму, али да се још увек држи свог заната књиговесца. Након што је Дејви оштетио вид при експерименту са азот-трихлоридом, поставио је Фарадеја за секретара. Кад је Џон Пејн из Краљевског друштва добио отказ, Дејви је предложио Фарадеја као лабораторијског асистента.

## Научна каријера
Највећи и најпознатији Фарадејеви радови били су везани за електрицитет. Откриће данског хемичара Ханса Кристијана Ерстеда да магнетна игла скреће ако се нађе близу проводника кроз који протиче електрична струја, подстакло је Дејвија и Воластона да 1821. помоћу Ерстедовог електромагнетизма покушају конструисати електромотор, али у томе нису успели. Фарадеј је, након дискусије са њима, почео радити на уређају који би радио на принципу електромагнетске ротације: ако се на половину магнета (сличног потковици) постави пљосната метална чаша напуњена живом, а у чашу увуче са оба краја бакарна жица, чија се средина око једног шиљка ослања на пол магнета и када се кроз живу пусти електрична струја из електричне батерије, она ће, пролазећи кроз жицу, присилити жицу да се окреће око магнета. Ако се тај прибор постави на други пол магнета, жица ће почети да се окреће на супротну страну.
Тај изум познат је као хомополарни мотор. Ови су експерименти и изуми поставили основе модерне електромагнетске технологије. Но онда је учинио грешку. Свој експеримент је објавио пре показивања Воластону и Дејвију, што је довело до контроверзе и било је узрок његовог повлачења с подручја електромагнетизма на неколико година.
Након десет година, 1831. започео је серију експеримената у којима је открио електромагнетну индукцију. Могуће је да је Џозеф Хенри открио самоиндукцију неколико месеци пре Фарадеја, али су оба открића засењена открићем Италијана Франческа Зантедекија. Он је открио да ако провуче магнет кроз круг од жице да ће се магнет задржати средини круга.
Његови експерименти су показали су да променљиво магнетско поље индукује (узрокује) електричну струју. Ова је теорија математички названа Фарадејев закон, а касније је постала једна од четири Максвелове једначине.
Фарадеј је то искористиo да конструише електрични динамо, претечу модерног генератора. 
Фарадеј је тврдио да се електромагнетни таласи шире у празном простору око проводника, али тај експеримент никад није довршио. Његове колеге научници су одбациле такву идеју, а Фарадеј није доживео да види прихватање своје идеје. Фарадејев концепт линија флукса које излазе из наелектрисаних тела и магнета омогућио је начин да се замисли изглед електричних и магнетних поља. Тај модел био је прекретница за успешне конструкције електромеханичких машина које су доминирале у инжењерству од 19. века.
Фарадеј се бавио и хемијом, а ту је открио нове супстанце, оксидационе бројеве и начин како гасове претворити у течност. Такође је открио законе електролизе и увео појмове анода, катода, електрода и јон.
Године 1845. открио је оно што данас називамо Фарадејев ефекат и феномен назван дијамагнетизам. Смер поларизације линеарно поларизованог светла пропуштен кроз материјалну средину може бити ротиран помоћу спољашњег магнетског поља постављеног у правом смеру. У своју бележницу је записао:
| „ | Коначно сам успео осветлити магнетске линије силе и да намагнетишем зрак светла. | ” |

То је доказало повезаност између магнетизма и светлости.
У раду са статичким електрицитетом, Фарадеј је показао да се електрицитет у проводнику помиче ка спољашњости, односно да не постоји у унутрашњости проводника. То је зато што се у електрицитет распоређује по површини на начин који поништава електрично поље у унутрашњости. Тај се ефект назива Фарадејев кавез.

## Остало
Имао је серију успешних предавања из хемије и физике на Royal Institution, названа The Chemical History of a Candle. То је био почетак божићних предавања омладини која се и данас одржавају.
Фарадеј је познат по изумима и истраживањима, али није био образован у математици. Но у сарадњи са Максвелом његови су патенти преведени у математички језик. Познат је по томе што је одбио титулу сер и председништво у Краљевском друштву (председавање британском краљевском академијом).
Његов лик штампан је на новчаници од 20 фунти.
Његов спонзор и учитељ био је Џон Фулер, оснивач Фулерове професорске катедре на катедри за хемију краљевског института. Фарадеј је био први и најпознатији носилац те титуле коју је добио доживотно.
Фарадеј је био веома побожан и био је члан једне мале секте унутар шкотске цркве. Служио је цркви као старији члан и држао мисе.
Фарадеј се 1821. оженио Саром Бернар, али нису имали деце. Како се приближавао педесетој години смањивао је рад и обавезе да би у јесен 1841. приметио да рапидно губи памћење и од тада његов рад скоро потпуно престаје.
Преминуо је у својој кући у Хемптон Корту, 25. августа 1867. године.

## Филм
Открића у Фарадејовој лабараторији (Краљевски институт - Званични канал)

### Биографије
- Biography at The Royal Institution of Great Britain
- Faraday as a Discoverer by John Tyndall, Project Gutenberg (downloads)
- The Christian Character of Michael Faraday
- Michael Faraday on the British twenty-pound banknote Архивирано на веб-сајту  (13. децембар 2011)
- The Life and Discoveries of Michael Faraday by J. A. Crowther, London: Society for Promoting Christian Knowledge, 1920

### Остало
- „Michael Faraday's announcement of ether as an anaesthetic in 1818”. Архивирано из оригинала 22. 05. 2011. г. Приступљено 13. 11. 2016.
- Interactive tutorial about Faraday motors National High Magnetic Field Laboratory
- Interactive tutorial on Faraday's Ice Pail Experiment National High Magnetic Field Laboratory
- Explanation of Faraday cages National High Magnetic Field Laboratory
- Мајкл Фарадеј на веб-сајту  (језик: енглески)
- Michael Faraday на сајту Пројекат Гутенберг (језик: енглески)
- Мајкл Фарадеј на сајту Internet Archive (језик: енглески)
- Мајкл Фарадеј на сајту LibriVox (језик: енглески)
- Video Podcast with Sir John Cadogan talking about Benzene since Faraday
- The letters of Faraday and Schoenbein 1836–1862. With notes, comments and references to contemporary letters (1899) full download PDF
- A Short History of Trinity Buoy Wharf Архивирано на веб-сајту  (21. јун 2013) at the Trinity Buoy Wharf website
- Faraday School, located on Trinity Buoy Wharf at the New Model School Company Limited's website
- Michael Faraday: The Invention of the Electric Motor and Electric Generator
- "Profiles in Chemistry: Michael Faraday" на веб-сајту , Chemical Heritage Foundation